# 近江芳樹
近江 芳樹（おおみ よしき、1997年4月16日 - ）は、日本の元男子バレーボール選手、指導者である。

## 来歴
大分県別府市出身。バレーボール一家で育ち、自身も12歳の頃からバレーボールを始める。
2013年、駿台学園高等学校に進学。2015年、インターハイで準優勝。その直後、U-19日本代表に選出され、世界ユース選手権に出場した。
2015-16シーズン、V・プレミアリーグ（当時のVリーグ1部リーグ）に所属するFC東京の内定選手となった。
2016年、高校卒業後に、FC東京に入団。入団1シーズン目となる2016/17シーズン、V・プレミアリーグに出場しVリーグ戦デビューを果たす。しかし、現役中は怪我が多く、出場機会は多くなかった。
2022年、チームがFC東京としての活動を終える2021-22シーズン終了をもってFC東京を退団。移籍を希望していたが、現役は続行せず、V.LEAGUE DIVISION1 WOMEN（V1女子）に所属するJTマーヴェラスのコーチに就任した。
2024年、JTを退団。クインシーズ刈谷のコーチに就任した。

## 所属チーム
選手
- 駿台学園高等学校（2013-2016年）
- FC東京（2016-2022年）

指導者
- JTマーヴェラス（2022-2024年）
- クインシーズ刈谷（2024年-）